# Економско-трговинска школа Крушевац
Економско-трговинска школа Крушевац је једна од установа државног средњег образовања на територији града Крушевца. Основана је 21. маја 1939. године указом краља Петра II и краљевских намесника на предлог Министра трговине и индустрије.
Тадашњи назив школе је био Државна трговачка академија и њено оснивање био је значајан догађај у животу града. Путеви развоја водили су ка инустријализацији и јачању привреде, а за организовање ових промена била је потребна и стручна радна снага. У том периоду била је трећа економска школа у Србији (поред Београда и Ниша). Главни циљ школе је био школовање кадрова за потребе привреде и друштвених делатности. Настава у новоотвореној школи отпочела је 12. септембра 1939. године у Дому трговачке омладине, згради у којој се данас налази Крушевачко позориште и Културни центар Крушевац, на чијем челу се налазио Чедомир Чеда Илић, који је најзаслужнији за подизање Дома, као и за оснивање Државне трговачке академије.
Решењем СО Крушевац из 1967. године дата је сагласност о спајању Економске школе и Школе ученика у трговини у Крушевцу у једну образовну установу – Школски центар за образовање економских, трговинских и угоститељских кадрова Крушевац. Решењем СО Крушевац из 1973. године, извршена је промена дотадашњег назива установе у Економски школски центар „Иво Лола Рибар”.
Данашњи назив, Економско-трговинска школа, постоји од 13. фебруара 1991. године, као самостална установа.
Данашња Економско-трговинска школа сходно захтевима времена иде ка модернизацији, негујући притом оно што је вредно у њеној богатој историји и достојно њених утемељивача.